# Меморијска архитектура
Меморијска архитектура описује методе које се користе за имплементацију електронског рачунара за складиштење података, на начин који је комбинација најбржег, најпоузданијег, најиздржљивијег, и најјефтинијег начина за чување и преузимање информације. У зависности од конкретне употребе, компромис једног од ових захтева може бити неопходан у циљу побољшања другог захтева.
На пример, динамичка меморија се уобичајено користи за примарно складиштење података због своје брзине за брзи приступ. Међутим динамичка меморија мора бити више пута освежена са налетом милиона актуелних времена по секунди, или ће сачувани подаци бити распаднути или изгубљени. Флеш меморија омогућава дугорочно складиштење током периода од неколико година, али је много спорија од динамичке меморије, и статичке ћелије за складиштење меморије се троше због честе употребе.
Слично томе, магистрала података је често дизајнирана тако да одговара специфичним потребама, као што су серијски или паралелни приступ подацима, а меморија се може дизајнирати да обезбеди детекцију за бит парности или чак да се дизајнира за исправљање грешака у скупим пословним системима.